# Marke (bestuur)

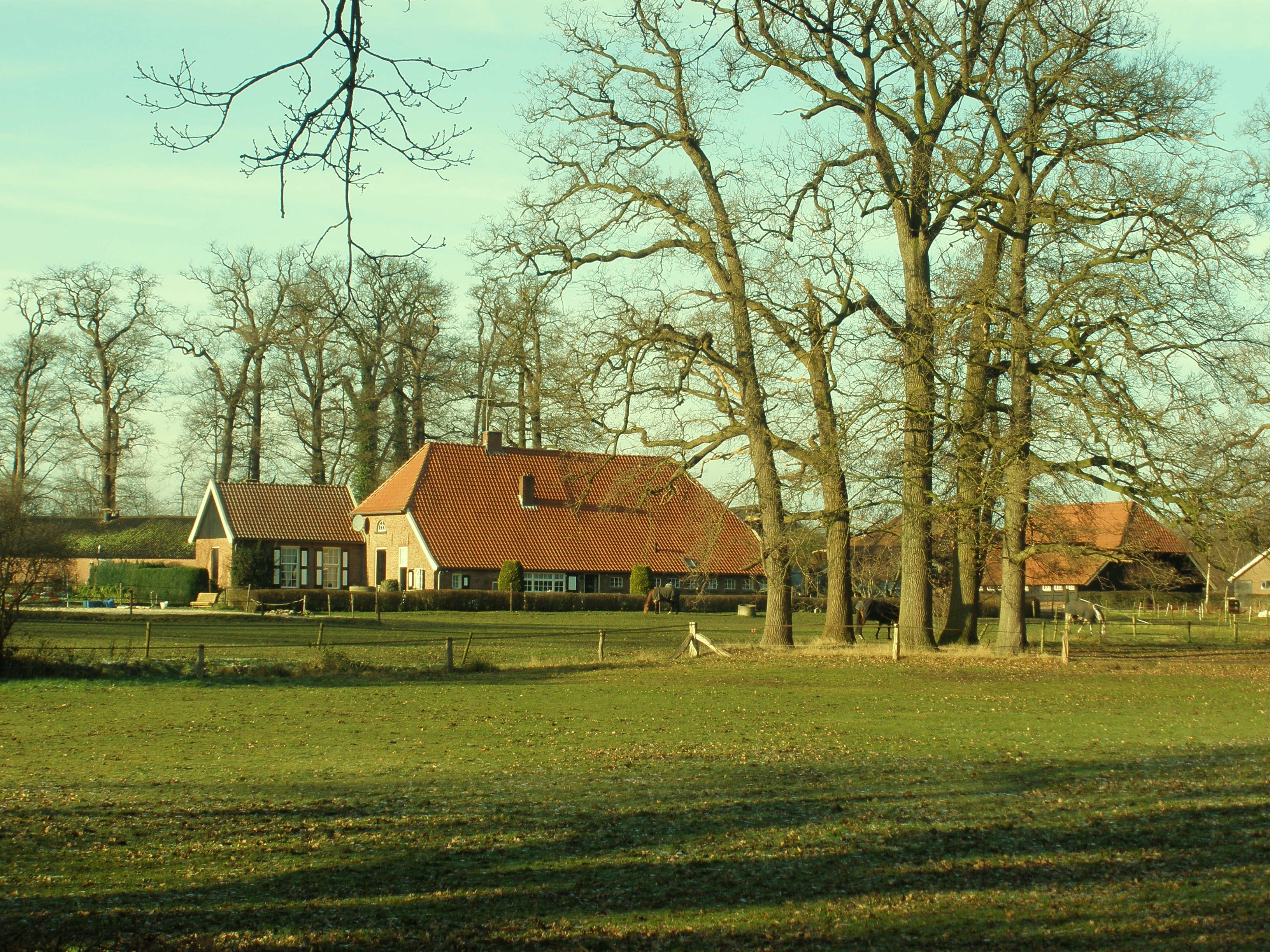
Boerderij Ottenhof in Deldeneresch, aan Ottenhof was het erfmarkenrichterschap van de Grote Boerenmarke van Delden verbonden

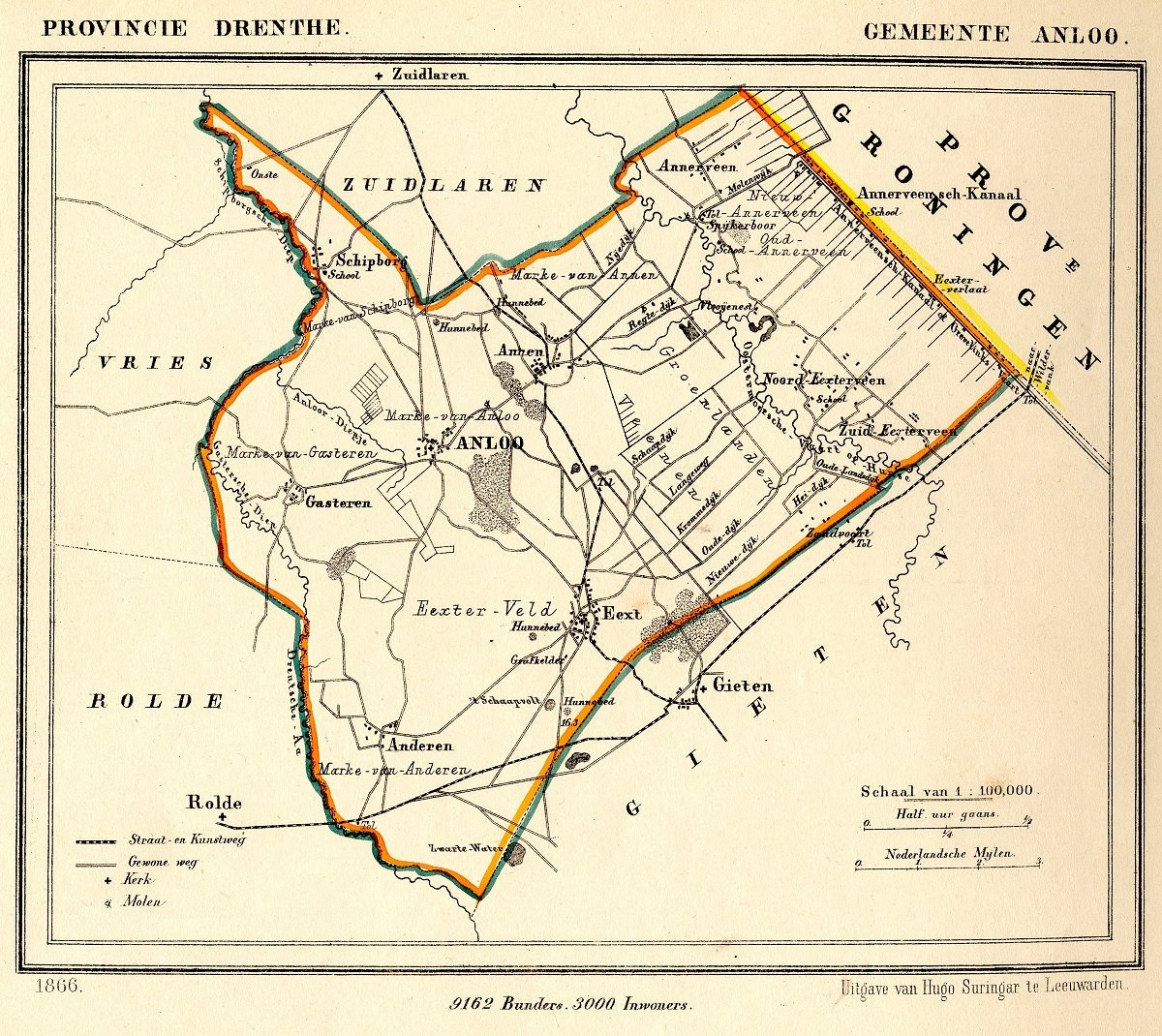
Op deze kaart uit 1866 van de voormalige gemeente Anloo in Drenthe staan nog een aantal marken aangegeven: de Marke van Schipborg, de Marke van Annen, de Marke van Anloo, de Marke van Gasteren en de Marke van Anderen.

De marke, ook markegenootschap of boermarke genaamd, is een organisatievorm uit de middeleeuwen van een aantal "vrije boeren" die zich aaneensloten om op de voet van gezamenlijkheid de gronden te benutten waarover ze de gebruiksrechten en onderhoudsplichten hadden gekregen, het markerecht of de markekeur. De gronden werden gemene gronden genoemd. De deelnemers in een marke heetten markegenoten. In beginsel had iedere deelnemer een gelijke stem bij beslissingen. Na verloop van tijd werden er ook een markerichter als hoofd en beslisser aangesteld.
Marken vinden we vooral in Oost-Nederland. Voorbeelden zijn Lenthe bij Dalfsen en Rekene aan rivier de Berkel (1316).
De Brabantse equivalent van de marke was de gemeynt, in Vlaanderen wordt het ook vroen(te) genoemd, met in Noord-Holland, Friesland en Groningen kent men ook de termen meente, meenschaar, boermande of boermanje en wijmers. Daarmee werden niet alle woeste gronden van een buurschap, maar alleen de van collectief beheerde heide, weide- en hooilanden bedoeld. In Friesland waren deze gemeenschappelijke gronden vooral te vinden op de waddeneilanden, rond het Bergumermeer en in de Stellingwerven. Voorbeelden uit Groningen zijn het 't Aagt bij Eenrum, Twiezel en Twarmt bij Appingedam en de garsten in Oost-Groningen.
Naar tijd, plaats en grondbezitter bestonden er verschillen in markerechten en -plichten en in de verhoudingen tussen grondeigenaar en markegenoten en in de verhoudingen tussen de markegenoten onderling.

## Etymologie
Het woord marke komt waarschijnlijk van het oud-nederlandse woord marka dat grens, afscheiding of afbakening betekent. In Drenthe betekent het woord marke ook grens of scheiding, zie mark. Het woord 'marke' wordt ook gebruikt om het gebied mee aan te geven dat bij een dorp hoort.
De marke wordt soms verward met het woord hamrik of hammerk, Fries himrik. Daarmee wordt het grondgebied van een dorp, met name de buitengebieden aangeduid. Men gaat ervan uit dat deze gebieden oorspronkelijk ook onverdeeld waren. Dat was echter in de tijd voordat marke-organisaties opkwamen.

## Geschiedenis

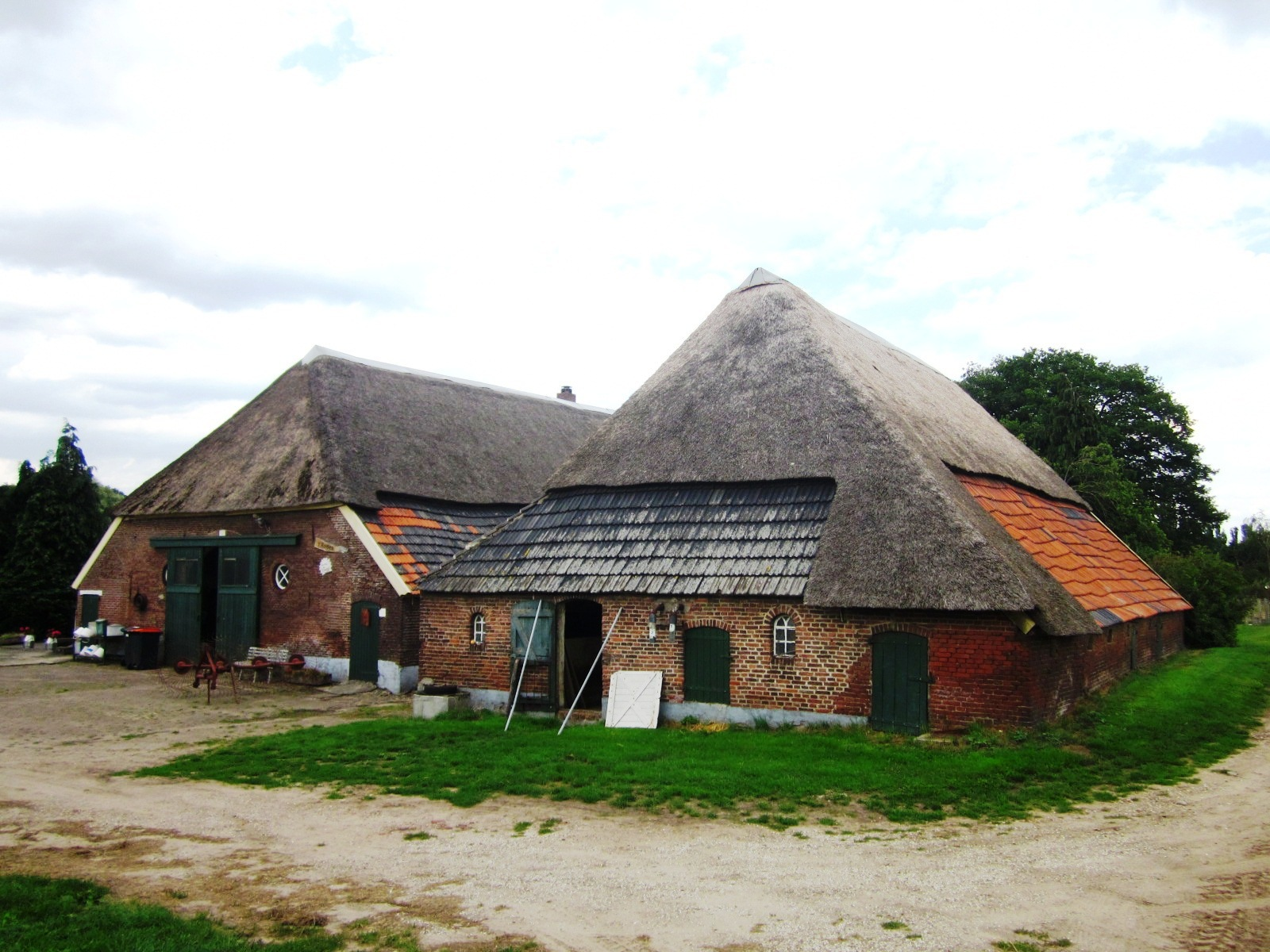
Saksische Boerderij, landgoed De Bannink, Deventent 2013

Veel gronden langs rivier de Vecht waren al sinds de prehistorie bewoond. Na vertrek van de Romeinen vestigden zich er ook voormalige soldaten. Het oudst bekende erf is “die Ierthe” in de marke Lenthe uit 947 n. Chr. dat nog steeds als boerderij in bedrijf is. Sinds 1000 n. Chr was veel eigendom in handen van het bisdom Utrecht, de Stift Essen, het graafschap Bentheim of leengoed van het Bisdom Münster en vanaf midden 14e eeuw ook het Hertogdom Gelre. De grootgrondbezitters gaven rechten voor gebruik en beheer van de grond uit aan de boeren.
Ook over de hoger gelegen zandruggen, waar sinds oude tijden de natuurlijk gevormde Heelweg liep, ontstonden nederzettingen.
De bij elkaar staande boerderijen vormden een buurschap (boerschap), de boeren maakten mondelinge afspraken over de omgang met elkaar en over het gebruik van de woeste gronden: heidevelden, veengronden en plassen. Toen de bevolking ging toenemen was er meer voedsel nodig en werd roggeteelt toegepast, als bemesting werden plaggen afgestoken van de heidevelden. Men neemt aan dat de marken omstreeks de dertiende eeuw zijn ontstaan om gebruik en onderhoud van tot dan toe ongecultiveerd land onderling te regelen. Het volgde op het bestaande systeem van afspraken binnen de buurschappen.

## Organisatie
Een buurschap had een afgebakend grondgebied ter beschikking, de marke. Incidenteel kon een marke ook bestaan uit verscheidene buurschappen. De gebruiksrechten van de markegronden werden vastgesteld in aandelen die waren of waardelen werden genoemd. Deze konden recht geven op gebruik van een eigen stuk grond en recht op een aantal zaken als het laten grazen van een aantal stuks vee (beweiding), het steken van een bepaalde hoeveelheid heideplaggen of turf, het maaien van hooi of kappen van hout. Een groot stuk grond voor eigengebruik heette eigenerfde, een klein stuk katerstede of keuter. De deelnemers aan een marke werden markegenoten genoemd. Zaken met betrekking tot het beheer van de marke werden opgeschreven in een markeboek. Ter verdediging had men de markeweer. In de regel had degeen met een groot waardeel meer te zeggen dan iemand met een klein deel. Aan het hoofd van een markeorganisatie kwam in de loop der tijd een markerichter te staan.
Ook in het geval dat de rechten van een marke in handen kwamen van een heer bleven de leenmannen gebruiksrechten behouden, hetgeen markerecht (of markekeure) werd genoemd.
De (boer)marke bestond hoofdzakelijk op de zandgronden in het oosten van het huidige Nederland: Westerwolde, Drenthe, Salland, Twente, de Veluwe, de Achterhoek, het vroegere graafschap Zutphen en de Liemers, in het westen tot aan Het Gooi en de Utrechtse Heuvelrug.
Een marke kon erg groot zijn. In de Drentse en Groningse veenkoloniën waren de aanliggende buurschappen gerechtigd tot enorme percelen woeste grond, die later zeer waardevol bleken te zijn.
De bewoners van een middeleeuws buurschap kunnen in een aantal groepen worden onderverdeeld:
- Edelen, die waren meestal buiten het dorp woonachtig op een eigen landgoed, de havezate
- Geestelijken, van de parochie of van het klooster
- Eigenerfden (vrije boeren), die hadden hun erf in eigen bezit
- Keuterboeren (kleine zelfstandige boeren), die bezaten minder dan een kwart waardeel
- Pachtboeren (ook meiers genoemd), die bewoonden een erf dat in eigendom was van een ander (een edelman, herenboer, kerk, klooster of een eigenerfde)
- Landarbeiders, in dienst van een eigenerfde of keuterboer

### Marken in Drenthe
In Drenthe vormden de eigenerfden de kern van de buurschap, hetgeen blijkt uit het feit dat daar enkel zij buren werden genoemd. Het waren enkel de eigenerfden, en dan nog enkel de mannelijke gezinshoofden, die het bestuur van de boermarke (en daarmee van de buurschap) vormden. Zij vormden in vergaderingen, samen met een vertegenwoordiger van de landsheer, het openbaar gezag en daarmee tegelijk het laagste bestuurlijke en gerechtelijke niveau. Zij waren ook met de adel de enigen die vertegenwoordigd waren in het 'provinciaal' bestuur.

### Marken in Twente
In Twente lag het bestuur van de marken in handen van de eigenaren van de gewaarde boerderijen. Er waren maar weinig eigenerfden. Het voorzitterschap van de marke was vaak gekoppeld aan een bepaalde boerderij. De voorzitter werd holtrichter of markenrichter genoemd, de vergadering van de markegenoten holtgericht of holtink. Deze termen verwijzen naar een van de belangrijkste functies van de marke: het beheer van de op de gemeenschappelijke grond groeiende houtgewassen en de dreigende teloorgang daarvan.
Op de markevergadering verschenen zowel de "erfgenamen" (eigenaren) als de "buren" (boeren). Voor het dagelijks beheer van de marke (vooral toezicht op het gebruik en van de gezamenlijke gronden) werden uit de buren enkele "boermannen" gekozen. Verscheidene zaken die oorspronkelijk de buurschap betroffen (belastingen, kerspelzaken) werden later bij de verantwoordelijkheden van de marke getrokken.

## Einde van de markenorganisatie
Een belangrijk probleem van de marke was de zogenaamde tragedie van de meent: elke boer zal proberen zijn eigen voordeel te maximaliseren, hetgeen uiteindelijk ten koste gaat van het geheel. Een ander nadeel was dat door de overerving van rechten deze binnen een kleine groep boeren bleef. Voor keuterboeren en landarbeiders was het onmogelijk een volwaardig bedrijf op te zetten, omdat hiervoor het gebruik van de gemene gronden en met name de mest van de potstallen noodzakelijk was.
De macht van de boermarken kwam in het nauw door de Bataafse Revolutie in 1795 en werd door invoering van nieuwe Staatsregelingen in 1801, 1805 en 1806 steeds meer beperkt, alsmede door de komst van de nieuwe bestuurlijke eenheid gemeente in de Franse tijd 1807/1811.
Koning Willem I waren de onverdeelde markegronden een doorn in het oog. Hij stimuleerde de scheiding (verdeling) van de markegronden, door wettelijk vast te leggen dat één waardeelhouder een scheiding van de gehele boermarke kon eisen. Met de Markewetten van 1847 en 1886 werden alle gronden naar hoeveelheid waardelen juridisch verdeeld onder de waardeelhouders. In de praktijk duurde het echter nog tot de komst van de kunstmest eind negentiende eeuw en de daaropvolgende heideontginningen begin twintigste eeuw, voordat alle gronden daadwerkelijk in aparte kavels werden verdeeld.
De boermarken bleven na de scheidingen bestaan als beheerders van de overgebleven gronden en de vele boerwegen, de landwegen die gezamenlijk door de boeren werden gebruikt. Pas in de twintigste eeuw werden ook deze taken op veel plaatsen door de gemeenten overgenomen. In de meeste dorpen raakte de boermarke daardoor overbodig en werd ze afgeschaft.

## Huidige marken
In een aantal dorpen in het Nedersaksische taalgebied bestaat de boermarke nog. De boerwegen en de ruige gronden, die veelal in de loop van de tijd met bos zijn begroeid, worden er nog steeds door de marke beheerd. Bovendien fungeert de boermarke op sommige plaatsen nog als dorpsvereniging, die de belangen behartigt en allerlei activiteiten organiseert.
De 'Vereniging Drentse Boermarken' heeft een tachtig-tal Boermarken in haar ledenbestand.
In Ede is de buurschap, thans Buurt Ede en Veldhuizen nog steeds, zij het op bescheiden schaal, actief. Eigenaren van een huis of grond zijn geërfden. Er is nog sprake van het bezit van enige grond (een stuk bos) in gemeenschappelijk bezit en zijn er gebruiksrechten voor de geërfden op de heidevelden rondom het dorp vastgelegd in de transportakten met het Ministerie van Oorlog in 1900. Ook is er een jaarlijkse vergadering van geërfden, de Buurtspraak. Op de Buurtspraak doet het Buurtbestuur verslag, bespreken geërfden de gang van zaken m.b.t. de buurschap, en worden besluiten genomen. Voor zover bekend is de buurt Ede en Veldhuizen daarmee de enige nog als markegenootschap fungerende buurschap.